# Amphibolidae
Amphibolidae zijn een familie van weekdieren uit de klasse van de Gastropoda (slakken).

## Taxonomie
De volgende taxa zijn bij de familie ingedeeld:
- Onderfamilie Amphibolinae Gray, 1840
  - Geslacht Amphibola Schumacher, 1817
    - = Ampullacera Quoy & Gaimard, 1832
    - = Ampullarina
    - = Thallicera Swainson, 1840
- Onderfamilie Phallomedusinae Golding, Ponder & Byrne, 2007
  - Geslacht Phallomedusa Golding, Ponder & Byrne, 2007
- Onderfamilie Salinatorinae Starobogatov, 1970
  - Geslacht Lactiforis Golding, Ponder & Byrne, 2007
  - Geslacht Naranjia Golding, Ponder & Byrne, 2007
  - Geslacht Salinator Hedley, 1900